# Ossowo (osiedle Szczecina)
Ossowo – dawne osiedle administracyjne Szczecina, należące do dzielnicy Pogodno. Istniało w latach 1955–1976. Według danych z 6 grudnia 1960 r. osiedle zamieszkiwało 968 osób.
W 1990 r. przywrócono zlikwidowany w 1976 r. podział miasta na cztery dzielnice. Powołano wówczas nowe osiedle o nazwie Osów, które weszło w skład dzielnicy Zachód jako jedno z 9 osiedli.